# 加藤紘一
加藤紘一（日语：／，1939年6月17日—2016年9月9日），長于山形县鹤冈市，日本政治人物，日本自由民主党前主要领导人之一，曾經擔任日本自民党干事长、政務調查會長、防衛廳長官及内閣官房長官。前任日中友好协会会长。

## 生平
东京大学法学部毕业后进入外務省，1964年4月1日進入國立台灣大學就讀。1966年轉美國哈佛大學進修。
1967年，任職日本駐香港總領事館副领事期間結婚，擅漢语和英语。1968年，返國進入外務省亞洲局中國課次事務官。1971年12月，辭去外務省官職，承父志，準備參選國會議員。
1972年初次当选日本众议院议员，并加入宫泽喜一派，受到重用。在宫泽喜一任首相时，出任内阁官房长官要职，号称宫泽派王子。在桥本龙太郎任首相时，任自民党干事长，全力支持桥本执政。
1998年接替前首相宫泽喜一，任党内第二大派宏池会会长。但同年桥本下台，加藤势力开始衰弱。
2000年加藤紘一發起對首相森喜朗的不信任案，被外界視為對森的打擊，並被抨擊為「加藤之亂」。
2001年加藤紘一领导的派系分裂，2002年又由于政治丑闻而暂时离开政坛。2003年虽然重新当选议员，但势力已经微乎其微。其与小泉纯一郎、山崎拓组成YKK同盟，成为小泉纯一郎任首相时的主要支持力量，但是反对小泉纯一郎首相参拜靖国神社。2006年8月15日，加藤紘一位於山形縣的老家遭到日本右翼團體「大日本同胞社」幹部堀米正廣縱火。在麻生太郎任首相期间，加藤紘一和中川秀直、武部勤合作，成为自民党内反麻生活动的主要领导人之一。
2012年大選角逐連任眾議員，但自民黨山形縣連因他年事已高等理由反對，縣連大部分人擁立無黨派候選人阿部壽一（前酒田市市長），在縣連的背叛下加藤連任失敗，該屆大選自民黨大獲全勝，加藤是自民黨僅有的兩名角逐連任失敗的在任議員之一。
2013年1月28日，应中国中日友好协会的邀请，作为时任日本日中友好协会会长的加藤紘一与日本前首相村山富市抵达北京，进行为期四天的访问活动。
2016年9月9日逝世於東京。
| 前任： 坂本三十次 | 內閣官房長官 1991年11月5日—1992年12月12日 | 繼任： 河野洋平 |